# هيكتور بالي
هيكتور بالي (بالإسبانية: Héctor Baley)‏ مواليد 16 نوفمبر 1950 في باهيا بلانكا، الأرجنتين، هو لاعب كرة قدم أرجنتيني سابق كان يلعب كحارس مرمى. سبق له أن لعب في كأس العالم لكرة القدم مع منتخب بلاده.

## المسيرة الاحترافية

### أندية لعب لها
- إستوديانتيس دي لا بلاتا
- كولون دي سانتا في
- هوراكان
- إنديبندينتي

## روابط خارجية
- هيكتور بالي على موقع الاتحاد الدولي (مؤرشف)  (الإنجليزية)
- هيكتور بالي على موقع قاعدة بيانات كرة القدم.إي يو (الإنجليزية)
- هيكتور بالي على موقع بيانات كرة القدم. دي إي (الألمانية)
- هيكتور بالي على موقع ناشيونال فوتبول تيمز (الإنجليزية)